# Maria Borowska-Bayer
Maria Berta Borowska-Bayer z domu Rundo (ur. 17 lutego 1920 w Warszawie, zm. 22 grudnia 2001 tamże) – polska dziennikarka.

## Życiorys
Córka Jerzego i Eugenii. Pochodziła z inteligenckiej, zasymilowanej rodziny żydowskiej. W 1939 zdała maturę. Podczas okupacji studiowała na tajnych kompletach polonistykę. Poznała wówczas Tadeusza Borowskiego. Była bohaterką jego opowiadań (na czele z „Pożegnaniem z Marią”). 24 lutego 1943 podczas próby zdobycia dokumentów dla koleżanki z klasy Irki, która uciekła z getta, wpadła w „kocioł” w mieszkaniu przy ulicy Grzybowskiej (nazajutrz w tym samym mieszkaniu aresztowano Borowskiego). Została zamknięta w więzieniu dla więźniów politycznych na Pawiaku. Stamtąd trafiła do KL Birkenau, gdzie przebywała jako Polka. Podczas półtorarocznego pobytu tamże chorowała między innymi na malarię i tyfus. Po pewnym czasie udało jej się nawiązać w obozie kontakt z przebywającym tam również Borowskim. W styczniu 1945 została przetransportowana do KL Ravensbrück, gdzie doczekała wyzwolenia.
Bezpośrednio po wojnie wraz z innym więźniami została ewakuowana do Szwecji. W 1946 wróciła do Polski, gdzie spotkała się z Tadeuszem Borowskim. W tym samym roku wzięli ślub. W 1951, kilka dni po urodzeniu córki Małgorzaty, Tadeusz Borowski popełnił samobójstwo. W 1953 ponownie wyszła za mąż.
Jako dziennikarka pracowała w „Trybunie Wolności”, „Świecie i Polsce”, „Ty i Ja”. Między 1963 a 1973 rokiem była redaktorką naczelną „Ty i Ja”.
Pochowana została na Cmentarzu Wojskowym na Powązkach.